# Docimológia
A docimológia (görög δοκιμή + λόγος, azaz 'próba' + 'tudomány, tan') vagy vizsgatan az értékelés és a mérés tudománya; a pedagógiából vált ki 1922-ben. Megalkotója Henri Pieron francia pszichológus, valójában azonban több mint négyezer éve már a kínaiak is vizsgáztattak hivatalnokokat. Célja, hogy a mérés során kizárja a szubjektív tényezőket.

## Személyi értékelés feltételei, tényezői
Az értékelésnek három tényezőnek kell megfelelnie ahhoz, hogy tudományosság szempontjából is megállja a helyét:
- objektivitás
- érvényesség
- megbízhatóság

A docimológia egyik legfontosabb ága a személyek értékelése, amelynek széles körű alkalmazása miatt és az emberek egyéni sorsának meghatározójaként kiemelt jelentőséggel bír. Legismertebb területei az oktatás (kiváltképp a vizsgáztatás), a sportversenyek és a munkahelyi felvételek és/vagy az elvégzett munka értékelése.
Habár a docimológia célja a szubjektivitás mértékének minél jelentősebb csökkentése az értékelés során, teljesen kizárni nem lehet. Jó példák erre az ún. pontozásos versenyek – a műkorcsolyában számít a program kivitelezése, amely egyéni megítéléseken is alapszik (ennek ellensúlyozására a minimális és a maximális pontszámokat figyelmen kívül hagyják).